# Torre de Peñafiel
Torre de Peñafiel ist ein nordspanisches Dorf und eine Gemeinde (municipio) mit 57 Einwohnern (Stand: 2024) in der Provinz Valladolid in der autonomen Region Kastilien-León. Neben dem gleichnamigen Hauptort Torre de Peñafiel gehört die Ortschaft Molpeceres zur Gemeinde.

## Lage
Torre de Peñafiel liegt in der kastilischen Hochebene in einer Höhe von etwa 790 m. Die Provinzhauptstadt Valladolid befindet sich gut 52 Kilometer (Fahrtstrecke) westnordwestlich. Das Klima im Winter ist durchaus kalt, im Sommer dagegen warm bis heiß; die spärlichen Regenfälle (ca. 499 mm/Jahr) fallen verteilt übers ganze Jahr.

## Bevölkerungsentwicklung
| Jahr      | 1970 | 1981 | 1991 | 2001 | 2011 | 2021 |
| Einwohner | 223  | 66   | 54   | 54   | 47   | 45   |

## Sehenswürdigkeiten
- Andreaskirche in Torre de Peñafiel
- Marienkirche in Molpecres

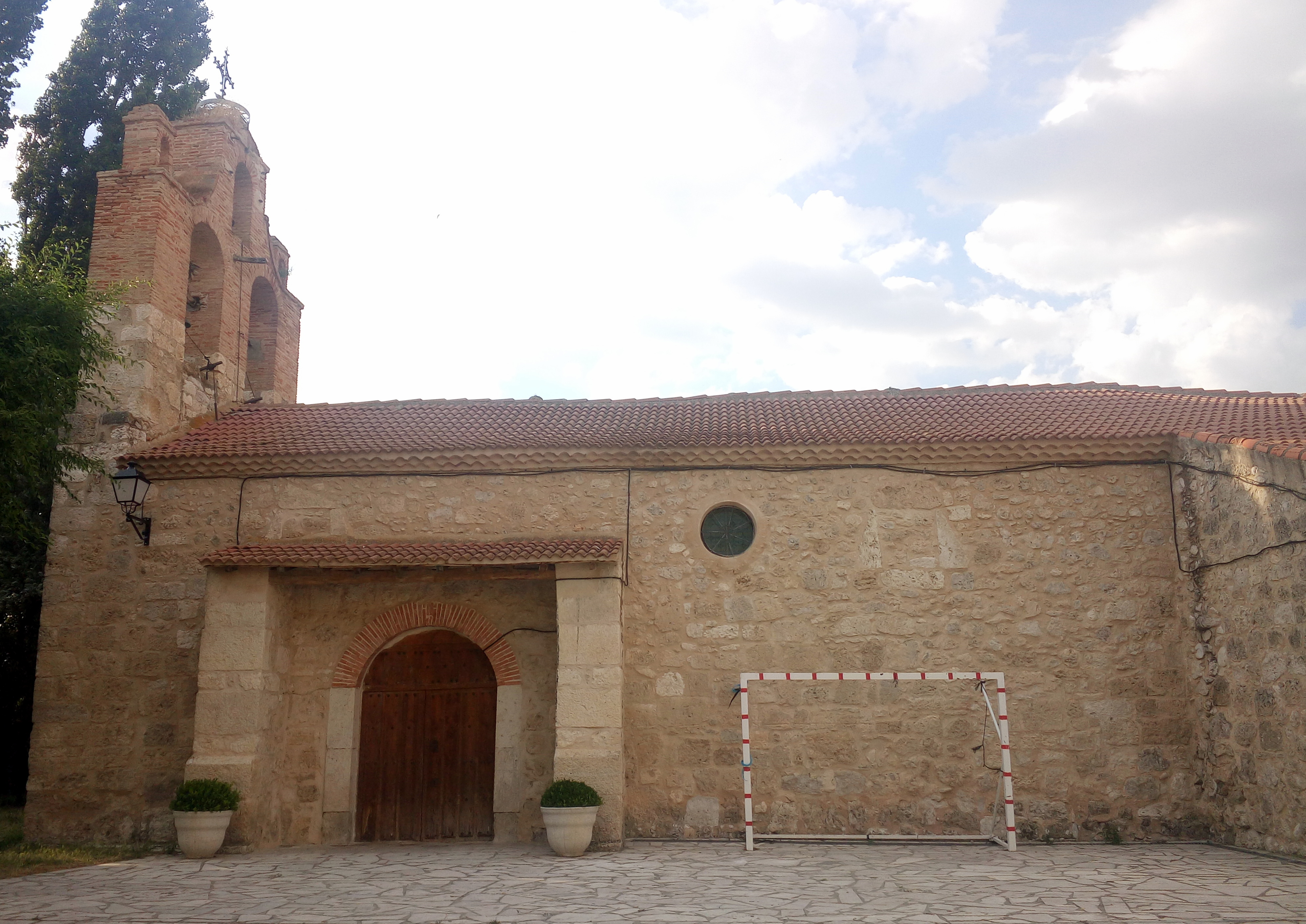
Andreaskirche
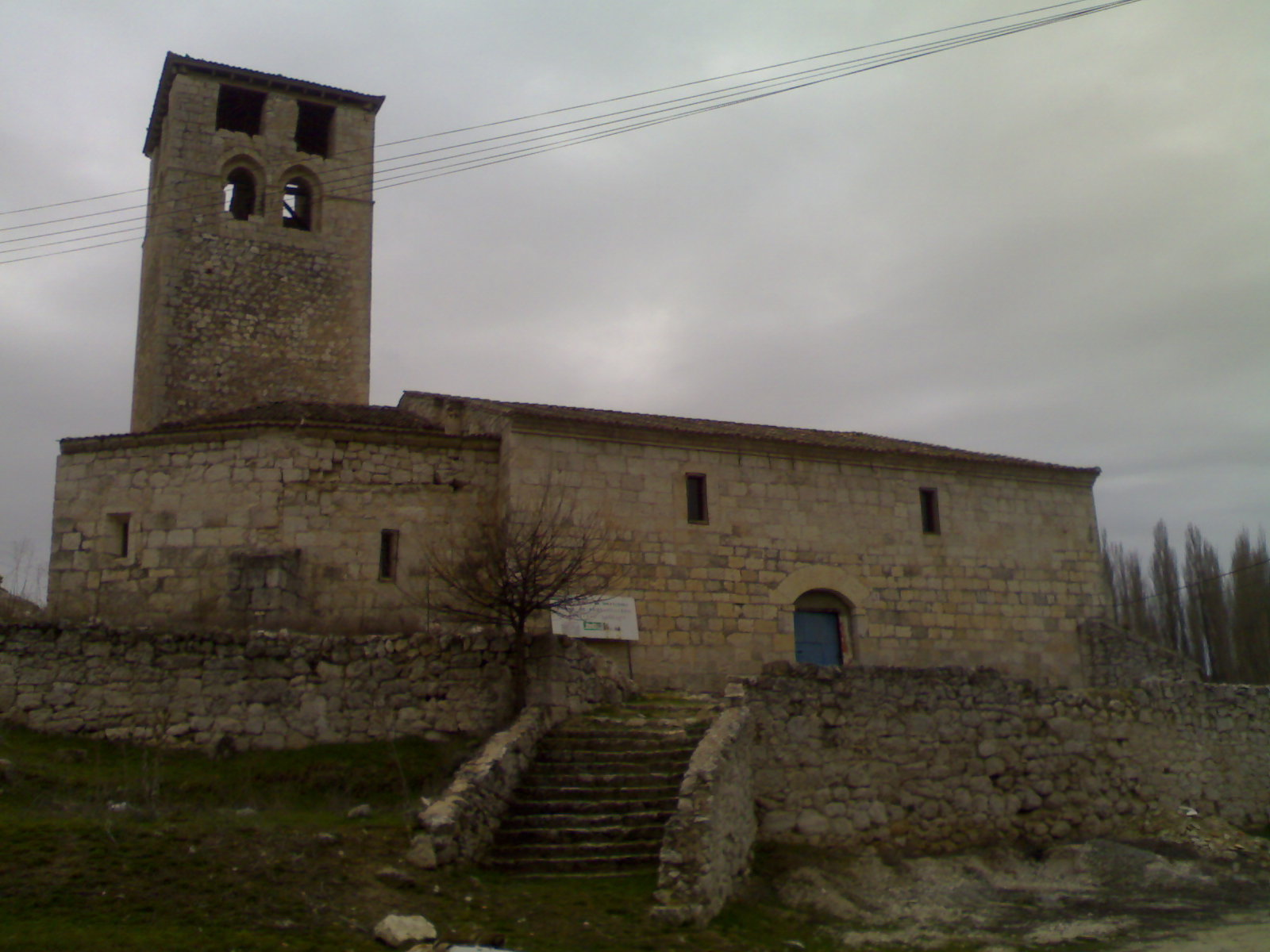
Marienkirche
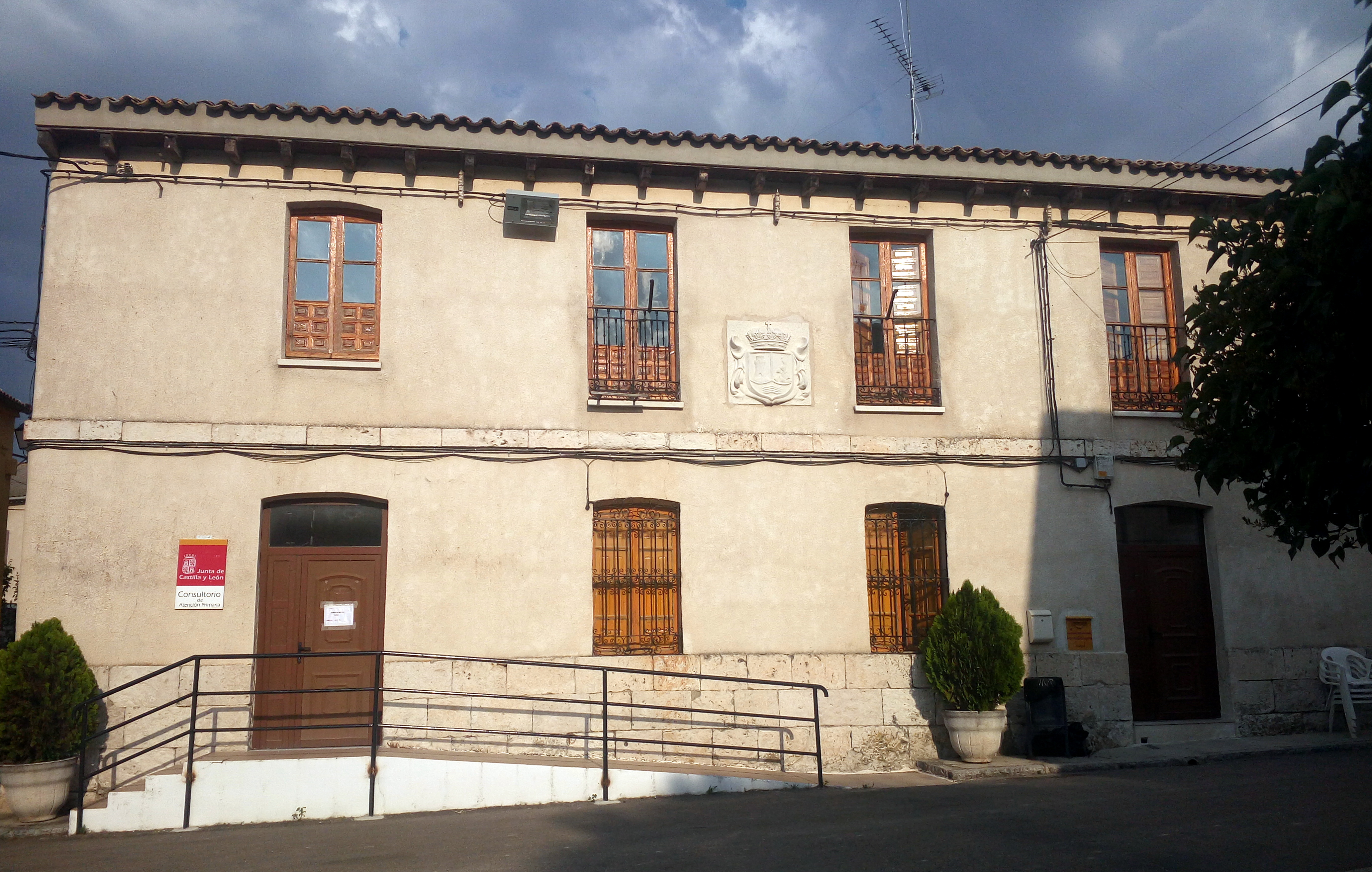
Rathaus